# Give It All
Pour plus de détails, voir Fiche technique et Distribution.
Give It All (がんばっていきまっしょい, Ganbatte ikimasshoi) est un film japonais réalisé par Itsumichi Isomura (ja), sorti en 1998.

## Synopsis
De nos jours, sous une pluie battante, des entrepreneurs inspectent un vieil hangar. Ils passent sans y prêter attention devant une photo jaunie par le temps et l'humidité, une photo d'une équipe féminine d'aviron... À Matsuyama, peu de temps après la rentrée des classes de l'année 1976, Etsuko Shinomura, une élève sans grande passion décide de faire de l'aviron mais se voit éconduite ; l'équipe de l'école Higashi est essentiellement masculine. Malgré cela, Etsune se met en tête de monter sa propre équipe. Et en Hime, Dakko, Ri et Imochi, elle a trouvé les quatre autres membres de son équipe, mais aussi et surtout, quatre grandes complices...

## Fiche technique
- Titre : Give It All
- Titre original : がんばっていきまっしょい (Ganbatte ikimasshoi?)
- Réalisation : Itsumichi Isomura (ja)
- Scénario : Itsumichi Isomura (ja), d'après une histoire de Yoshiko Shikimura
- Production : Shōji Masui, Masayuki Suo, Akifumi Takuma et Daisuke Sekiguchi
- Musique : Lee-Tzsche
- Photographie : Yuichi Nagata
- Montage : Jun'ichi Kikuchi
- Décors : Keiji Yoshinuma
- Son : Hiromichi Kori
- Pays d'origine :  Japon
- Langue originale : japonais
- Format : couleurs - 1,85:1 - Dolby Surround - 35 mm
- Genre : comédie
- Durée : 120 minutes[1]
- Date de sortie :
  - Japon : 10 octobre 1998[1]

## Distribution
- Rena Tanaka : Etsuko Shinomura (Etsune)
- Mami Shimizu : Atsuko Nakazaki (Hime)
- Wakana Aoi : Rie Yano (Ri)
- Kirina Mano : Taeko Kikuchi (Dakko)
- Emu Hisazumi : Mayumi Nakaura (Imocchi)
- Tomoko Nakajima : le coach
- Ryōko Moriyama : la mère d'Etsuko
- Hakuryū (ja) : le père d'Etsuko
- Yoshiki Arizono : le prof de maths
- Masatoshi Matsuo : Hiroshi Sekino
- Reiko Matsuo (ja) : la sœur aînée d'Etsuko
- Mutsuko Sakura : la grand-mère d'Etsuko
- Ren Ōsugi : le principal
- Masaru Tokui : le capitaine

## Récompenses
Sauf indication contraire, les informations mentionnées dans cette section peuvent être confirmées par la base de données cinématographiques IMDb,  présente dans la section « Liens externes ».
- Prix du meilleur jeune espoir féminin (Rena Tanaka), lors des Hōchi Film Awards 1998
- Prix du meilleur jeune espoir féminin (Rena Tanaka), lors des Japan Academy Prize 1999[2]
- Prix du meilleur jeune espoir féminin (Rena Tanaka), lors des Blue Ribbon Awards 1999
- Prix du meilleur réalisateur et de la meilleure actrice (Rena Tanaka), lors des Japanese Professional Movie Awards 1999
- Prix de la meilleure actrice (Rena Tanaka), lors des Kinema Junpō Awards 1999
- Grand prix Sponichi du nouveau talent (Rena Tanaka) et prix du meilleur son (Hiromichi Kori), lors des Prix du film Mainichi 1999[3]